# Риджфілд-Парк (Нью-Джерсі)
Риджфілд-Парк (англ. Ridgefield Park) — селище (англ. village) в США, в окрузі Берген штату Нью-Джерсі. Населення — 13 224 особи (2020).

## Географія
Риджфілд-Парк розташований за координатами 40°51′17″ пн. ш. 74°1′12″ зх. д. / 40.85472° пн. ш. 74.02000° зх. д. (40.854705, -74.019926).  За даними Бюро перепису населення США в 2010 році селище мало площу 4,97 км², з яких 4,46 км² — суходіл та 0,51 км² — водойми.

## Демографія
Згідно з переписом 2010 року, у селищі мешкало 12 729 осіб у 4851 домогосподарстві у складі 3272 родин. Було 5164 помешкання
Расовий склад населення:
| - 66,1 % — білих - 11,5 % — азіатів - 6,4 % — чорних або афроамериканців - 0,3 % — корінних американців - 11,9 % — осіб інших рас |

До двох чи більше рас належало 3,7 %. Частка іспаномовних становила 36,2 % від усіх жителів.
За віковим діапазоном населення розподілялося таким чином: 21,9 % — особи молодші 18 років, 65,6 % — особи у віці 18—64 років, 12,5 % — особи у віці 65 років та старші. Медіана віку мешканця становила 39,3 року. На 100 осіб жіночої статі у селищі припадало 94,0 чоловіків;  на 100 жінок у віці від 18 років та старших — 90,6 чоловіків також старших 18 років.
Середній дохід на одне домашнє господарство  становив 86 894 долари США (медіана — 63 841), а середній дохід на одну сім'ю — 99 346 доларів (медіана — 75 461). Медіана доходів становила 53 009 доларів для чоловіків та 53 009 доларів для жінок. За межею бідності перебувало 6,5 % осіб, у тому числі 8,0 % дітей у віці до 18 років та 6,2 % осіб у віці 65 років та старших.
Цивільне працевлаштоване населення становило 6638 осіб. Основні галузі зайнятості: освіта, охорона здоров'я та соціальна допомога — 21,6 %, роздрібна торгівля — 13,9 %, науковці, спеціалісти, менеджери — 10,8 %, фінанси, страхування та нерухомість — 8,6 %.